# Карнавальна ніч
«Карнава́льна ніч» (рос. «Карнавальная ночь») — радянський комедійний музичний фільм 1956 року режисера Ельдара Рязанова з Ігорем Ільїнським, Людмилою Гурченко та Юрієм Бєловим у головних ролях.

## Синопсис
Молоді ентузіасти на чолі з Оленою Криловою, всупереч забороні директора будинку культури Огурцова «розводити самодіяльність», вирішують організувати
по-справжньому веселий новорічний бал — і їм це вдається.

## Режисер
«Карнавальна ніч» був першим художнім фільмом Ельдара Рязанова. До того Рязанов був помічником режисера в документальному фільмі, присвяченому музичному колективу. За словами Рязанова він взявся за «Карнавальну ніч» неохоче, бо бачив себе режисером серйозних героїчних драм. До того ж йому довелося скасувати відпустку, але особливого виходу в молодого нікому невідомого режисера не було, то ж довелося виконувати завдання.
Рязанов перевищив бюджет на 1 млн карбованців, що було нечуваним порушенням фінансової дисципліни. Ще перед завершенням фільму Художня рада кіностудії переглянула відзнятий матеріал і постановила дозволити молодому режисуру завершити фільм і забути про нього навіки.

## Сюжет
Початковий сюжет фільму за словами Рязанова був відверто слабким. Його довелося суттєво доробляти перед початком зйомок і на самих зйомках. У фільмі чимало нелогічного, але ці нелогічності маскуються дуже високим темпом, завдяки якому глядач не встигає задатися питання про логічну обґрунтованість того чи іншого епізоду чи того, як ці епізоди сполучаються між собою.

## Ігор Ільїнський
Ігор Ільїнський був найвідомішим актором у всьому колективі акторів «Карнавальної ночі». За ним стояла слава фільмів «Свято св. Йоргена» та «Волга-Волга», а також тривала й дуже успішна робота в театрі. Рязанов дуже не хотів його брати на роль. За словами режисера він зовсім по іншому бачив роль Огурцова й навіть вибрав для себе актора, який зміг би зіграти його задум. Огурцов повинен був бути не таким кумедним, а набагато грізнішим і страшнішим. У цьому випадку фільм став би дуже жорсткою сатирою. Директор Мосфільму забракував план Рязанова і порадив Ільїнського. Рязянов пішов до Ільїнського зі сподіваннями, що той відмовиться. Спочатку все йшло добре. Коли Ільїнський почув, що йому доведеться грати бюрократа, він сказав, що бюрократа вже грав у фільмі «Волга-Волга». Підбадьорений Рязанов почав вмовляти його, зауваживши, що це зовсім новий тип бюрократа, що бюрократизм змінюється… Ільїнський згодився.
За словами Рязанова це була велика удача. Якби він знімав так, як по молодості хотів, то фільм скоріше б всього не пропустили. Ільїнський, незважаючи на статус метра, виявився дуже дисципінованим, його поради завжди були слушні, й грав він просто чудово.
Роль Огурцова центральна у фільмі, вона зв'язує не особливо ладний сюжет докупи й вносить момент легкої сатири.

## Людмила Гурченко
Людмила Гурченко не пройшла кастинг на роль Олени Крилової. Вона сподобалася Рязанову енергією, завзяттям, вокальними та акторськими даними, але мала один недолік — на плівці виглядала бридкою, як мавпочка. Художня рада відібрала й затвердила на роль іншу актрису, проба якої всім сподобалася, але, коли розпочалися зйомки, Рязанов із жахом зрозумів, що відібрана актриса показала на пробах все, на що здатна, і не тягне на роль. Йому довелося бігти до директора кіностудії із запитанням, що робити. Той сказав брати Гурченко і пообіцяв Рязанову дати оператора, який зможе зняти її так, що зробить із неї лялечку.
Гурченко взяли прямо з коридору інституту й привели на зйомки, тому в одному із кадрів фільму вона грає у своїй власній сукні.
Оператор Кольцатий знімав Гурченко завжди під особливим ракурсом і навчив її приховувати вади обличчя.
Успіх фільму зробив Гурчеко мегазіркою за один день. За її словами вона не могла вийти на вулицю в своєму старенькому пальто. Проте подальша акторська доля Людмили склалася важко. Нову популярність вона здобула тільки в 70-х роках.

## Музика
Музику до фільму написав композитор А. Лєпін. Дві пісні: «П'ять хвилин» (Пять минут, слова В. Ліфциця) та «Усмішка» (Улыбка, слова В.Коростильова) у виконанні Людмили Гурченко стали хітами й залишаються популярними досі.

## Культурний вплив
Фільм на довгі роки визначив стиль святкування Нового року в Радянському Союзі. В 1962 році з'явилася телевізійна передача «Блакитний вогник», в якій новорічний концерт переплітався із зустрічами з передовиками виробництва, космонавтами, діячами культури, що за своїм характером наслідувала новорічний бал у фільмі «Карнавальна ніч».

## У ролях
- Юрій Бєлов — Гриша Кольцов
- Ольга Власова — Аделаїда Кузьмівна Ромашкіна
- Людмила Гурченко — Олена Крилова
- Володимир Зельдін — клоун
- Ігор Ільїнський — Серафим Іванович Огурцов, в.о. директора Будинку культури
- Георгій Куликов — Серьожа Усиков
- Тамара Носова — Тося Буригіна
- Борис Петкер — клоун
- Андрій Тутишкін — Федір Петрович Миронов, бухгалтер
- Сергій Філіппов — лектор Некадилов
- Геннадій Юдін — диригент оркестру
- брати Гусакови — степісти
- Володимир Піцек — підлогонатирач
- Інга Будкевич — епізод